# مایورکا ۹۴۵۳
سیارک ۹۴۵۳ (به انگلیسی: 9453 Mallorca، نامگذاری:1998FO1) نه هزار و چهارصد و پنجاه و سومین سیارک کشف شده‌است که در ۱۹ مارس ۱۹۹۸ کشف شد.
قدر مطلق سیارک برابر ۱۳٫۲۰ است.